# آزادی اطلاعات
آزادی اطلاعات، آزادی شخص یا افراد در انتشار و مصرف اطلاعات است. دسترسی به اطلاعات توانایی یک فرد برای جستجو، دریافت و انتشار مؤثر اطلاعات است. آزادی اطلاعات گاهی می‌تواند شامل «دانش علمی، بومی و سنتی، آزادی اطلاعات و ایجاد منابع دانش باز، از جمله اینترنت باز با استانداردهای باز، در دسترس بودن آزاد داده‌ها، حفظ میراث دیجیتال، احترام به تنوع فرهنگی و زبانی، مانند در دسترس قرار دادن اطلاعات در زبان و محتواهای محلی قابل دسترس؛ آموزش با کیفیت برای همه، از جمله یادگیری مادام‌العمر و آموزش الکترونیکی ؛ انتشار رسانه‌های جدید و سواد اطلاعاتی و مهارت‌ها، و شمول اجتماعی آنلاین، از جمله رسیدگی به نابرابری‌ها بر اساس مهارت‌ها، تحصیلات، جنسیت، سن، نژاد، قومیت، و دسترسی افراد دارای ناتوانی و توسعه ارتباطات و فناوری اطلاعات و ارتباطات مقرون به صرفه، از جمله تلفن همراه، اینترنت و زیرساخت‌های باند پهن» می‌باشد.
دسترسی عمومی به اطلاعات دولتی، از جمله از طریق قانونگذاری برای دسترسی آزاد به اطلاعات، و قوانین رسمی آزادی اطلاعات، به‌طور گسترده‌ای جزء اساسی مهم دموکراسی و یکپارچگی در حکومت‌ها در نظر گرفته می‌شود.
مایکل باکلند (Michael Buckland) شش نوع مانع را تعریف می‌کند که برای دستیابی به اطلاعات باید بر آنها غلبه کرد: شناسایی منبع، در دسترس بودن منبع، هزینه داده‌شده کاربر، هزینه برای ارائه دهنده، دسترسی شناختی و مقبولیت. در حالی که "دسترسی به اطلاعات"، "حق به اطلاعات"، " حق دانستن " و "آزادی اطلاعات" گاهی به عنوان مترادف استفاده می‌شود، اصطلاحات متنوع ابعاد خاص هرچند مرتبطی از این موضوع را برجسته می‌کند.
آزادی اطلاعات به آزادی بیان مربوط می‌شود که می‌تواند برای هر رسانه ای اعم از شفاهی، نوشتاری، چاپی، الکترونیکی یا از طریق اشکال هنری اعمال شود. این بدان معناست که حمایت از آزادی بیان به عنوان یک حق نه تنها شامل محتوا، بلکه ابزار کمک کننده به بیان و ارتباط را نیز می‌شود. آزادی اطلاعات مفهومی جداگانه است که گاهی با حق داشتن حریم خصوصی در محتوای اینترنت و فناوری اطلاعات در تضاد است. همانند حق آزادی بیان، حق حفظ حریم خصوصی یک حق شناخته شده بشر است و آزادی اطلاعات به عنوان امتدادی بر این حق عمل می‌کند. دولت بریتانیا آن را به عنوان گسترشی از آزادی بیان و یک حقوق اساسی بشری تئوریزه کرده است. این حق همچنین در حقوق بین‌الملل به رسمیت شناخته شده است. حزب «United States Pirate Party» ایالات متحده پلتفرم‌ها و گفتمان‌های سیاسی خود را بر اساس مسائل مربوط به آزادی اطلاعات ایجاد کرده.

## بررسی اجمالی

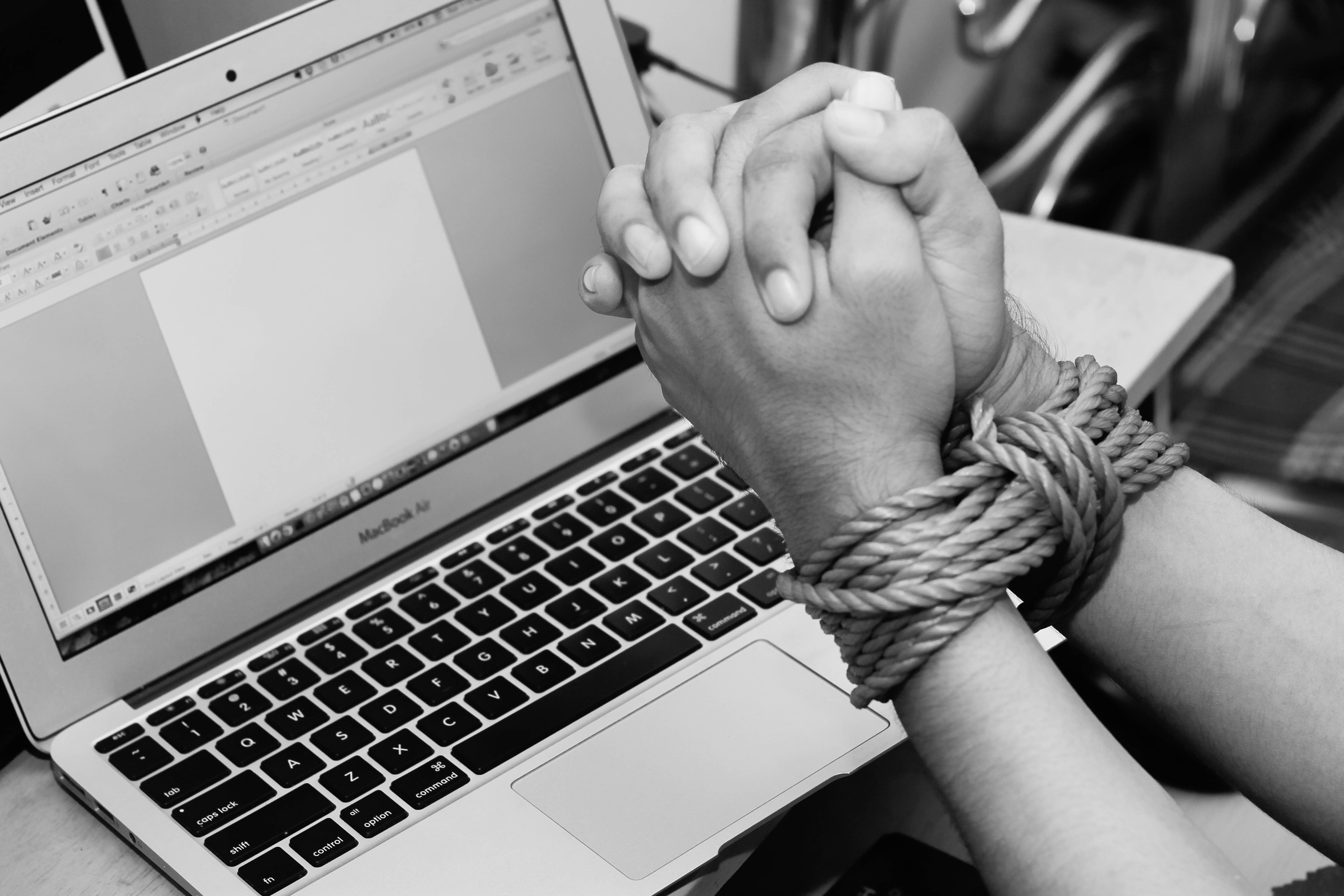
آزادی اطلاعات

افزایش قابل توجهی در دسترسی به اینترنت وجود داشته است. تعداد کاربران اینترنتی در سال ۲۰۱۴ به بیش از سه میلیارد کاربر رسید که حدود ۴۲ درصد از جمعیت جهان را تشکیل می‌دهد. اما شکاف دیجیتالی همچنان بیش از نیمی از جمعیت جهان، به‌ویژه زنان و دختران، و به‌ویژه در آفریقا و کشورهای کمتر توسعه‌یافته و همچنین چندین کشور در حال توسعه جزیره‌ای کوچک را کنار گذاشته است. علاوه بر این، افراد دارای ناتوانی می‌توانند با طراحی فن‌آوری‌ها یا از طریق حضور یا عدم حضور آموزش، از مزیت یا آسیب بیشتری برخوردار شوند.

### بحث امنیتی
با تکامل عصر اطلاعات، استفاده از آزادی بیان و پیامدهای آن (آزادی اطلاعات، دسترسی به اطلاعات) بحث برانگیزتر می‌شود زیرا ابزارهای ارتباطی جدید و محدودیت‌هایی از جمله کنترل دولت یا روش‌های تجاری که اطلاعات شخصی را به خطر می‌اندازد، به وجود آمده.

## دسترسی دیجیتال
آزادی اطلاعات همچنین به حمایت از حق آزادی بیان در رابطه با اینترنت و فناوری اطلاعات اشاره دارد. آزادی اطلاعات همچنین ممکن است مربوط به سانسور در زمینه فناوری اطلاعات و امکان دسترسی به محتوای وب، بدون سانسور یا محدودیت باشد.

## استنادات

### درون خطی
1. ↑  Keystones to foster inclusive Knowledge Societies (PDF). UNESCO. 2015. p. 107.
2. ↑  World Trends in Freedom of Expression and Media Development Global Report 2017/2018. UNESCO. 2018. p. 202.
3. ↑  Schapper, Jake H. M.; McLeod, Sam; Hedgcock, Dave; Babb, Courtney (2020-12-08). "Freedom of Information for Planning Research and Practice in Australia: Examples, Implications, and Potential Remedies". Urban Policy and Research (به انگلیسی). 39: 106–119. doi:10.1080/08111146.2020.1853522. ISSN 0811-1146.
4. ↑  "Access to information". people.ischool.berkeley.edu. Retrieved 11 June 2018.
5. ↑  Keystones to foster inclusive Knowledge Societies (PDF). UNESCO. 2015. p. 107.
6. ↑  Andrew Puddephatt, Freedom of Expression, The essentials of Human Rights, Hodder Arnold, 2005, pg.128
7. ↑  "Protecting Free Expression Online with Freenet - IEEE Internet Computing" (PDF). Archived from the original (PDF) on 11 October 2017. Retrieved 10 October 2022.
8. ↑  "What is the Freedom of Information Act?". ico.org.uk (به انگلیسی). 2019-04-04. Archived from the original on 20 April 2015. Retrieved 2019-08-17.
9. ↑  Downie, James (24 January 2011). "Avast Network, What is the Pirate Party—and why is it helping Wikileaks?". The New Republic.
10. ↑  Keystones to foster inclusive Knowledge Societies (PDF). UNESCO. 2015. p. 107.
11. ↑  "Recommendations concerning the promotion and use of multilinguisme and universal access to cyberspace" (PDF). UNESCO.
12. ↑  Souter, David (2010). "Towards Inclusive Knowledge Societies: A Review of UNESCO Action in Implementing the WSIS Outcomes" (PDF). UNESCO.
13. ↑  "Photos" (PDF). UNESCO.
14. ↑  Schultz, Wolfgang; van Hoboken, Joris (2016). Human rights and encryption (PDF). UNESCO. ISBN 978-92-3-100185-7.